# Batalha de Sandepu
A batalha de Sandepu, também conhecida como batalha de Heikoutai, foi uma batalha terrestre de grandes proporções da guerra russo-japonesa, travada em uma região repleta de povoados, a uns 58 km a sudoeste de Makden, Manchúria.

## Prelúdio
Depois da batalha de Shaho, as forças russas e japonesas estavam posicionadas uma a frente da outra, ao sul de Makden, enquanto o gelado inverno manchu começava. Os comandantes japoneses chegaram a conclusão que não era possível realizar uma grande batalha, assumindo que os russos tinham o mesmo ponto de vista vendo as dificuldades de se movimentar durante o inverno.
Entretanto, o general Oskar-Ferdinand, recém chegado e pouco experiente do segundo exército russo, rapidamente aproveitou que a esquerda japonesa estava em uma posição exposta ao norte, junto ao pequeno povoado de Heikoutai.
Informado da queda de Port Arthur, em 2 de janeiro de 1905, e sabendo que o 3º exército japonês, sob o comando do general Nogi Maresuke, estava avançando Oskar-Ferdinand decidiu que era importante pressionar os exércitos de Ōyama Iwao para a Coreia antes que os japoneses pudessem unir suas forças.

## A batalha
Em 25 de janeiro de 1905, com a desaprovação de seu superior, o general Aleksey Kuropatkin, Oskar planejou e executou uma ofensiva com o  2º regimento russo da Manchúria, com apoio do 8º corpo do exército europeu,  a 61.ª Divisão de reserva, a 5.ª Brigada de Rifles e o 1º corpo do exército do leste da Sibéria, além de um grande regimento de cavalaria, com um total aproximado de  285 000 homens e 350 canhões.
As forças japonesas, se refugindo do inverno em seus quartéis, foram pegos de surpresa. A cadeia de comandantes japoneses perdeu a coerência, e algumas forças caíram em desordem, ainda que algumas unidades individuais opuseram uma feroz resistência. As péssimas condições climáticas ajudaram na confusão. 
De repente, em 29 de janeiro de 1905, o  2º exército russo recebeu a ordem de parar o ataque. As tropas russas que avançavam com uma moral muito alta porque estavam ganhando, não entenderam a razão da ordem. Kuropatkin atuou com sua usual precaução e indecisão, ordenou as forças de Oskar-Ferdinand que retrocedessem. Depois da batalha, Oskar renunciou o cargo e voltou a Moscou, culpando  Kuropatkin do desastre nos jornais, acusando-o de não ter ajudado no momento crítico pois estava enciumado do seu êxito.

## Epílogo
As baixas russas foram de 1781 mortos, 9395 feridos e 1065 desaparecidos. As baixas japonesas chegaram aos 9000 mortos, feridos e capturados. 
A batalha terminou em um empate tático onde nenhum lado reclamou a vitória. Os marxistas russos aproveitaram da controvérsia criada por Oskar na imprensa, e da incompetência de  Kuropatkin nas batalhas prévias, para conseguir mais apoio em suas campanhas contra o governo.